# 蒂雷 (维埃纳省)
蒂雷（法語：Thuré，法語發音：[tyʁe]）是法国新阿基坦大区维埃纳省的一个市镇，位于该省北部，属于沙泰勒罗区。

## 地理
蒂雷（46°49'55"N, 0°27'33"E）面积43.47 平方千米，位于法国新阿基坦大区维埃纳省，该省份为法国中西部省份，北起曼恩-卢瓦尔省和安德尔-卢瓦尔省，西接德塞夫勒省，南至夏朗德省，东南接上维埃纳省，东临安德尔省。
与蒂雷接壤的市镇（或旧市镇、城区）包括：昂特朗、沙泰勒罗、科隆比耶、楠特雷、圣热内当比耶尔、圣热尔韦-莱特鲁瓦克洛谢、斯科尔贝-克莱尔沃、索赛、于索。
蒂雷的时区为UTC+01:00、UTC+02:00（夏令时）。

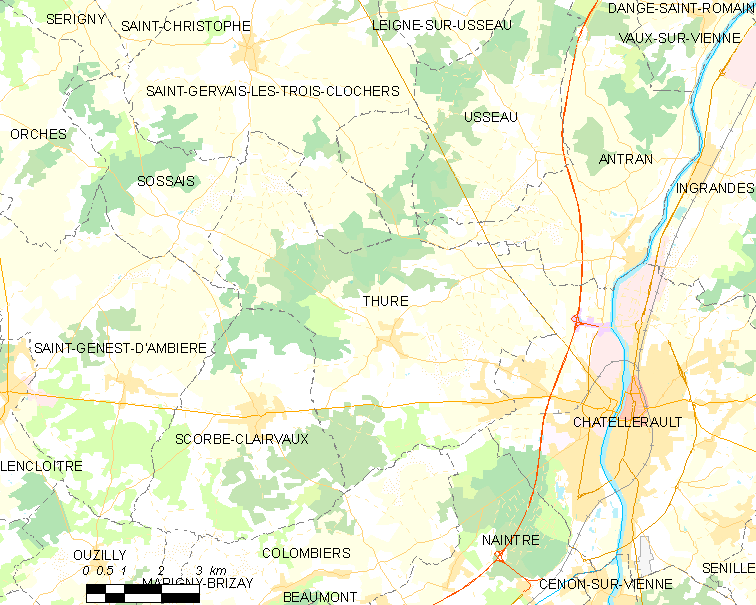
蒂雷的OSM定位图

## 行政
蒂雷的邮政编码为86540，INSEE市镇编码为86272。

## 政治
蒂雷所属的省级选区为沙泰勒罗第一县。

## 人口

1962-2008年间蒂雷人口变化图示

蒂雷于2022年1月1日时的人口数量为2787人。